# Цибульківка
Цибу́льківка (до 1946 року — Закрівці) — село в Україні, в Могилівській сільській громаді Дніпровського району Дніпропетровської області. Розташоване за 13 км на південний схід від колишнього районного центру і за 55 км від залізничної станції Кобеляки. Площа — 0,86 км², домогосподарств — 142, населення — 391 особа.

## Географія
Село Цибульківка знаходиться на відстані 0,5 км від сіл Плавещина, Новоселівка і Салівка. Навколо села багато заболочених озер.

## Археологія
Поблизу села виявлено поселення епохи неоліту (IV тисячоліття до н. е.) і бронзи (II тисячоліття до н. е.).
Біля села, у межах старостинського округу, 12 курганів.

## Історія
Село Закрівці засноване в 1831 році.
У 1929 році створено колгосп.
На фронтах німецько-радянської війни билося 649 місцевих жителів, загинуло 387, бойовими нагородами нагороджено 262 людини. У селі встановлені пам'ятники односельцям, полеглим у роки громадянської та німецько-радянської воєн, та воїнам-визволителям.
У післявоєнний період в селі знаходилася центральна садиба колгоспу імені Щорса, за яким було закріплено 4 091 га сільськогосподарських угідь, в тому числі 2 653 га орної землі. Основним напрямком господарства було виробництво вовни. Для ремонту сільськогосподарської техніки було відкрито дві спеціалізовані майстерні. З допоміжних підприємств працювали два млини, олійниці. За досягнуті успіхи в розвитку сільського господарства свинарка Н. Я. Продан відзначена званням Героя Соціалістичної Праці, багато передовиків колгоспного виробництва нагороджені орденами та медалями, з них пташниця О. І. Шумейко — двома орденами Леніна. У селі діяла восьмирічна школа, медпункт з неврологічним відділенням Рудковської дільничної лікарні на 30 ліжок, дитячі ясла на 50 місць, будинок культури на 300 місць, бібліотека з книжковим фондом близько 22 тисячі примірників, пошта, швейна майстерня, чотири магазини.
Пам’ятний знак П. Усенко.

## Населення

### Мова
Розподіл населення за рідною мовою за даними перепису 2001 року:
| Мова                | Відсоток |
| ------------------- | -------- |
| українська          | 97,6 %   |
| російська           | 1,6 %    |
| інші/не визначилися | 0,8 %    |

## Соціальна сфера
В селищі діють загальноосвітня школа І-ІІ ступенів акредитації, фельдшерсько-акушерський пункт, будинок культури, сільська бібліотека.

## Економіка
- ФГ "ЕКОДОБРОБУТ" (власники — сім'я Трухіних, засновник — Трухін Олександр Миколайович);[5]
- СВК "АНДРІЇВСЬКИЙ" (засновники — сім'я Трухіних);[6]

## Відомі люди
В селі народився Кривоніс Федір Андрійович (1918—1981) — повний кавалер ордена Слави.
- Коломоєць Іван Євстафійович (1925—1986) — український радянський діяч.